# Glyphodes pyloalis
Glyphodes pyloalis là một loài bướm đêm trong họ Crambidae.